# Kinesertræ-slægten
Slægten Kinesertræ (Koelreutheria) er monotypisk, dvs. at den kun rummer en enkelt art. Den vokser i Østasien.
| Arter |

- Kinesertræ (Koelreutheria paniculata)